# IC 2872
IC 2872 ist ein Emissionsnebel im Sternbild Zentaur. Das Objekt wurde am 5. Mai 1904 von Royal Harwood Frost entdeckt.